# حیدر میرزا (پسر شاه تهماسب یکم)
حیدر میرزا (۱۵۵۶ _۱۵۷۶ میلادی) پنجمین پسر شاه تهماسب یکم بود که در سال ۱۳ ذی القعده ۹۶۳ در قزوین متولد شد. او بعد از مرگ پدرش به مدت یک روز سلطنت کرد و سرانجام با دسیسه خواهرناتنی‌اش پریخان خانم به دست جمعی از سرداران قزلباش کشته شد.

## قتل حیدرمیرزا
بعد از مرگ شاه تهماسب در روز ۲۴ مه ۱۵۷۶، حیدرمیرزا تاج شاهی بر سر نهاد و وصیت‌نامه ممهور به مهر شاه طهماسب را دلیل نیابت خود اعلام نمود و در ایوان چهل ستون جلوس نمود، اما اشتباهاتی مرتکب شد که باعث شد تا حکومت و پادشاهی وی به شب نرسید. اولین خطای وی رها ساختن پریخان خانم خواهر ناتنی خودش برای خروج از تالار قصر بود که از سال ها پیش با نفوذ در دربار پدر، در امور حکومتی دخالت می کرد و مشارکت فعال او در همه امور باعث اتحاد قوی‌اش با سران ارتش قدرتمند قزلباش شده بود، در نتیجه به رقیب خطرناک و بی همتای حیدرمیرزا مبدّل شده بود. پریخان خانم که در آن شب در کاخ سلطنتی حضور داشت و در چنگال حیدرمیرزا بود و بنابراین قبلاً دشمن سرسخت وی به شمار می‌رفت؛ و دستگیری او باعث شد نتواند در مانع شدن از انتقال اقتدار شاهی به حیدر میرزا دخالت کند، اما پریخان خانم با دغل بازی ماهرانه و با تملق و چرب‌زبانی حیدرمیرزا را قانع نمود تا وی را رها سازد تا از کاخ بیرون آمده و سلطان سلیمان میرزا و شمخال‌خان سلطان را که آنها نیز از مخالفان حیدر میرزا بودند در مجموع مخالفان او درآورد، او که خوب می‌دانست حیدر تا چه حد تحت تاثیر مادرش هست، پس رو به مادر حیدرمیرزا کرد و فریاد برآورد: شاهد باش که من اولین فردی هستم که بر پای شاه بوسه می زنم و این افتخار را به کس دیگری واگذار نمی کنم. بنابراین با تعیین سلطان‌زاده خانم او موفق به خروج از کاخ شد. اما بعد از خروج کلید درب‌های تالار قصر را به مخالفان سپرد و آنها نیز توانستند به راحتی به قصر وارد شده حیدرمیرزا را به قتل برسانند.
دومین اشتباه وی این بود که دقت نکرده بود در آن شب کشیکچیان دربار از کدام طایفه‌اند، از بخت بد در آن شب نگهبانان کاخ شاهی از جناح مخالف بودند که درب‌های تالار قصر را به روی او بستند و مانع خروج وی یا دخول طرفدارانش گردیدند. حیدر میرزا که در قصر زندانی شده بود با وعده و وعید نتوانست محافظان کاخ شاهی را راضی به بازنمودن دربها نماید او ابتدا تصمیم به خودکشی گرفت اما مادرش متوجه شد و او را به حرمسرای شاه برد. امرا و سرداران نیز با اطلاع از مرگ شاه شروع به فعالیت نمودند. طرفداران اسماعیل میرزا در خانهٔ حسین‌قلی خلفا و طرفداران حیدر میرزا در خانهٔ حسین‌بیگ یوزباشی جمع شدند تا چاره اندیشی نمایند. جمعی نیز بی طرف ماندند. طرفداران حیدر میرزا که مغرور بودند ابتدا تصمیم گرفتند مسلح به دولتخانه ریخته و حیدر میرزا را آزاد نمایند، اما بعد از ترس اینکه مبادا آزاری توسط مخالفان به حیدر میرزا برسد از این امر منصرف شدند و تصمیم گرفتند به خانهٔ حسین‌قلی خلفا که محل اجتماع مخالفان بود حمله برده و آنها را متفرق سازند.
حسین‌قلی خلفا که مرد عاقلی بود پیشدستی کرد و برای اتلاف وقت قاصدی نزد طرفداران حیدر میرزا فرستاد، اما این کار نتیجه‌ای نداد. او تدبیری عالی اندیشید که باعث تزلزل و شکست جناح حیدر میرزا شد. وی یکی از محرمان خود را موظف ساخت تا در خفا از شهر خارج شود و سراسیمه مراجعت نماید خبر آمدن اسماعیل میرزا را از قلعه قهقهه شایع سازد. با اجرای این نقشه طرفداران حیدر میرزا پریشان و متزلزل و متفرق شدند. در پایان روز معین شد که این عمل خدعه بوده است، اما نقشهٔ حسین‌قلی خلفا نتیجه داد، چرا که بسیاری از کسانی که بی طرف بودند به طرفداران اسماعیل میرزا پیوستند و بسیاری از طرفداران حیدر میرزا هم میدان را خالی نمودند. حسین‌بیگ یوزباشی با جمعی از طرفداران حیدر میرزا جهت تحویل گرفتن نوبت کشیک کاخ شاهی و در حقیقت آزاد ساختن حیدر میرزا عازم شد و بعد از طی مشکلاتی به آنجا رسید.
از سوی دیگر حسین‌قلی خلفا و شمخال‌خان وارد حرم شده و به جستجوی حیدرمیرزا پرداختند و او را در بین زنان درباری یافته، سرش را از تن جدا کردند و به طرفداران حیدرمیرزا که حیدر گویان درب‌های تالار را شکسته و به حرم می‌رفتند نشان دادند. علی خان بیک گرجی و زال بیک گرجی و جمعی از طرفداران حیدرمیرزا با مشاهدهٔ سر بریدهٔ حیدرمیرزا ناامید شدند و با برداشتن مصطفی میرزا که مادرش گرجی و برادر ناتنی حیدرمیرزا بود، از شهر خارج شدند. در تاریکی شب بسیاری از همراهان حسین‌بیگ یوزباشی و مصطفی میرزا جدا شدند. حسین‌بیگ یوزباشی که می‌خواست نزد حاکم لرستان برود توسط شخصی از طایفهٔ «حاجی ویس سلطان بیات» دستگیر و به قزوین فرستاده شد. مصطفی میرزا نیز دستگیر شد و به نزد اسماعیل میرزا در قزوین فرستاده شد. این هرج و مرج باعث شد پریخان خانم تا ورود اسماعیل میرزا مصدر امور و در راس سلطنت باشد.
درخلال این ایام، زال بیک گرجی و فرخ بیک گرجی و بسیاری از طرفداران حیدرمیرزا به فرمان مهدعلیا کشته شدند. علی خان گرجی نیز به گرجستان گریخت. با پیروزی جناح اسماعیل میرزا، اکثر طرفداران حیدرمیرزا به قتل رسیدند و اموال و اولادشان به تاراج رفت.
اسماعیل میرزا در ۲۷ جمادی‌الاول ۹۸۴ ق / ۱۵۷۶ م بر تخت نشست و پس از تاجگذاری انتقام شاهانه‌ای از تمام مخالفان خود گرفت. او هرگز به برادران و عموزادگان اشفاق و مهربانی نکرد و به قول اسکندر بیک ترکمان «آنها را خار گلزار دولت خود می‌دانست».
بعدها جسد حیدرمیرزا را مادرش به مشهد منتقل نمود و در آنجا مدفون ساخت. «اوصاف حمیده خسروانه شاه بسیار است، نشو و نمای او در عنفوان جوانی به صلاح شده بود همیشه دوشنبه و پنجشنبه روزه داشت و با علما و فضلا الفت تمام پیدا کرده و هرگز نماز صبح که دأب سلاطین است به واسطه خواب از وی فوت نشد و دائم به طهارت بود».